# Geramat (Kinal)
Geramat is een bestuurslaag in het regentschap Kaur van de provincie Bengkulu, Indonesië. Geramat telt 343 inwoners (volkstelling 2010).